# Atractus paisa
Espèce
Atractus paisa est une espèce de serpents de la famille des Dipsadidae.

## Répartition
Cette espèce est endémique du département d'Antioquia en Colombie. Elle se rencontre entre 2 100 et 2 600 m d'altitude de Sonsón à La Union.

## Description
Les mâles mesurent jusqu'à 404 mm dont 53 mm pour la queue et les femelles jusqu'à 441 mm dont 40 mm pour la queue.

## Publication originale
- Passos, Arredondo, Fernandes & Lynch, 2009 : Three new Atractus (Serpentes: Dipsadidae) from the Andes of Colombia. Copeia, vol. 2009, no 3, p. 425-436 (texte intégral).